# Надводный флот Великобритании
Надводный флот Великобритании (англ. Surface Fleet) — один из четырех родов войск Военно-морского флота Великобритании, состоящий из надводных кораблей. Действующий главнокомандующий — контр-адмирал Джерри Кид, ранее командующий приморскими силами Великобритании (пост, который находится ниже поста главнокомандующего ВМФ и командующего Надводным флотом).
В настоящее время Надводный флот включает в себя две флотилии — Девонпорт и Портсмут, базами которых являются, соответственно, Девонпорт и Портсмут на южном побережье Англии. В составе Надводного флота присутствуют разные типы кораблей от авианосцев до тральщиков и различных малых патрульных судов, основу флота составляют эскадренные миноносцы типа 45 и фрегаты типа 23. Подразделения Надводного флота разбросаны по всему свету, а ближе к территории Британских островов находятся части флота, которые охраняют рыболовецкие суда в британских территориальных водах по соглашению с Министерством окружающей среды, продовольствия и сельского хозяйства Великобритании. В настоящее время командиру надводных сил подчиняются Командир оперативной группы морского десанта и Командир ударной авианесущей группы Великобритании.

## История
Хотя Надводный флот Великобритании является ядром ВМФ Великобритании, его выделение в отдельный род войск началось в 1990—1992 годах, когда была упразднена 3-я флотилия, а 1-я и 2-я были объединены в Надводную флотилию, которая отвечала за боевую готовность и обучение личного состава; также была образована Оперативная группа командования, в ведении которой находились все оперативные группы флота. В 2001 году оба этих командования были объединены в единое командование приморскими силами Великобритании (COMUKMARFOR), которое отчитывалось перед Главнокомандующим флота. Главнокомандующему подчинялись командиры оперативной группы морского десанта, оперативной группы Великобритании и ударной авианесущей группы — коммодоры, управлявшие оперативными, развёртываемыми и действующими группами боевых кораблей
В январе 2011 года командир оперативной группы Великобритании стал называться Заместителем командующего приморскими силами Великобритании (англ. Deputy Commander UK Maritime Forces). В 2012 году были упразднены посты Главнокомандующего домашними морскими силами и Главнокомандующего флота, а был создан пост Командующего флота в звании вице-адмирала; штаб флота располагается в английском Портсмуте. Командующий операциями ВМФ в настоящее время осуществляет командование Девонпорт и Портсмут флотилиями.

## Список командующих
Командующий Надводным флотом Великобритании носит звание контр-адмирала и подчиняется Командиру флота — командующему ВМФ Великобритании.
- Контр-адмирал Джеймс Бёрнелл-Наджент[англ.] (2001—2002)
- Контр-адмирал Дэвид Снельсон[англ.] (2002—2004)
- Контр-адмирал Чарльз Стайл[англ.] (2004—2005)
- Контр-адмирал Нил Моризетти[англ.] (2005—2007)
- Контр-адмирал Джордж Замбеллас[англ.] (2007—2008)
- Контр-адмирал Филип Джонс[англ.] (2008—2009)
- Контр-адмирал Питер Хадсон[англ.] (2009—2011)
- Контр-адмирал Данкан Поттс[англ.] (2011—2013)
- Контр-адмирал Роберт Таррант[англ.] (2013—2014)
- Контр-адмирал Тони Радакин (2014—2016)
- Контр-адмирал Алекс Бёртон[англ.] (2016—2017)
- Контр-адмирал Пол Мартин Беннетт[англ.] (2017—2018)[7]
- Контр-адмирал Джерри Кид[англ.] (2018—н. в.)[8]